# جورج برنت
جورج برنت, (بالإنجليزية: George Brent)‏, (وُلِد 15 مارس، 1899 في مقاطعة روسكومون، أيرلندا - وتوفي 26 مايو، 1979 في سولانا بيتش، مقاطعة سان دييغو، كاليفورنيا، الولايات المتحدة الأميركية), هو مُمثِل أفلام وَتلفزيون وَمسرح أيرلندي.

## الحياة المُبكرة
ولد باسم جورج برنت بريندان نولان 15 مارس، 1899 في مقاطعة روسكومون، أيرلندا بالقرب من دبلن لِأب يعمل في إدارة متجر صغير، توفي والداه وهو في الحادية عشر من عمره فقامت عمته التي تعيش في نيويورك بِتربيته، ثُم عندما شّب عاد إلى أيرلندا للدراسة في جامعة دبلن. تزامن تخرجه من الجامعة في عام 1919 مع نشوب حرب الاستقلال الأيرلندية في 21 يناير 1919, فَشارك جورج في القِتال مع الجيش الجمهوري الأيرلندي وما آن انتهت الحرب حتى هرب جورج من أيرلندا إلى كندا حيثُ اختبئ في سفينة شحن نقلته إلى هناك لأن البريطانيين آنذاك حددوا مُكافأة لِمن يُسلم جورج برنت حياً أو ميتاً.

## الحياة المِهنية
بعد نهاية الحرب وهروبه هدأت الأوضاع في أيرلندا فَعاد جورج إلى بلده ولم يعد أحداً يُطارده لِذا قرر ترك السياسة والثورة والإتجاه للتمثيل فإنضم لأحد المسارح وشارك في مسرحياتهم لمدة سنة كاملة ثم عاد برنت إلى نيويورك في عام 1925، مع طاقم إنتاج المسرحية الأيرلندية الشهيرة Abie's Irish Rose في إحدى جولاتهم، وفي خلال السنوات الخمس الأولى من هجرته إلى أمريكا عَمِل في العديد من الشرِكات المالية في ولاية كولورادو ورود آيلاند وفلوريدا وماساتشوستس.
عام 1927 قدم برنت أول مسرحية له في برودواي وبعد ذلك بثلاث سنوات مثل مع الممثل كلارك غيبل والممثلة أليس برادي في مسرحية قصيرة بِعنوان «لأجل الحب والشرف والخيانة», وفي عام 1930 قرر الانتقال إلى هوليوود حيثُ مَثل أول فيلم له وهو "Under Suspicion", وعلى مدى سنتين ظهر في عدد من الأفلام الصغيرة التي تنتجها يونيفرسل ستوديوز وتونتيث سينتشوري فوكس، ثُمّ وقع عقداً مع شركة الإنتاج وارنر برذرز على أن تبقى هذه الشركة المُنتجة لكل أفلامه ومسرحياته ومُسلسلاته وأعماله.
لّمِع نجم جورج برنت في أواخر العقد الثالث وبِداية العقد الرابع من القرن العشرين، وأصبح من أبرز الوجوه في السينما العالمية الكلاسيكية خلال تلك الحقبة حيثُ شارك في تمثيل أكثر من 98 عمل فني ما بين عام 1924 وعام 1978.
وقد ساهم ظهوره بِثلاثة عشر فيلماً مع المُمثلة العالمية بيت ديفيس في زيادة شهرته لحدٍ كبير، ومن ضمن هذه الأفلام:
- "Front Page Woman (1935)"
- "Special Agent (1935)"
- "The Golden Arrow (1936)"
- «إيزابيل (1938)»
- "The Old Maid (1939)"
- «النصر الأسود (1939)»
- «الكذبة الكبرى (1941)»

كَما لعب دور البطولة في فيلم شارع 42 (1933) مع روبي كيلر, وتشارك البطولة أيضاً مع غريتا غاربو في فيلم " The Painted Veil (1934)". وقد مثل أمام كُلٍ من جنجر روجرز ومادلين كارول وجان آرثر وميرنا لوي وميرل أوبيرون وآن شيريدان وجوان فونتين وباربارا ستانويك ودوروثي مغواير وكلوديت كولبيرت ولوسيل بال وإيفون دي كارلو وغيرهُن من الممثلات المُخضرمات.
في عام 1953 تقاعد جورج برنت من تمثيل الأفلام، وإتجّه إلى تصوير المُسلسلات واستمر في الظهور بِشاشات التلفاز حتى عام 1960 ثُمّ اعتزل التمثيل، وبقي كذلك حتى عام 1978 حيثُ أنه قد عاد مع فيلم "Born Again" الذي كان آخر أفلامه.
وقد حصل جورج على نجمتان في ممر الشهرة في هوليوود، الأولى من أجل إنجازاته في الأفلام والأُخرى من أجل إنجازاته في المسلسلات التلفزيونية.

## الحياة الشخصية
اشتهر جورج برنت بين الأوساط الفنية في هوليوود بِلقب الفاسق لِكثرة علاقاته العاطفية، وقد أُشيع لِفترة طويلة أنّ هُناك علاقةً غرامية سرية طويلة مُضطربة جمعت بين جورج وشريكته في الكثير من الأفلام بيت ديفيس إضافةً إلى العديد من النجمات والممثلات اللاتي كثرت الأقاويل فيهن وفي علاقاتهن السرية مع جورج برنت.
تزوج جورج 5 مرات في حياته ولكن أكثر هذه الزيجات كانت فاشلة ولم تدم فترةً طويلة، وأول هذه الزيجات كانت من هيلين لويز كامبل وقد دام زواجه مِنها سنتين فقط (1925-1927), ثُم تزوج من الممثلة روث تشاترتون ودام زواجهُم سنتين أيضاً (1932-1934), وفي عام 1937 تزوج المُمثلة كونستانس وورث وطلقها في نفس العام، وتزوج الممثلة آن شيريدان التي مثلت معه في فيلم "Honeymoon for Three (1941)" ودام الزواج سنة وبضعة أشهر (1942-1943).
ثُمّ في 17 ديسمبر 1947 تزوج من المُصممة وعارضة الأزياء السابقة جانيت مايكلز وقد استمر الزواج 27 عاماً حتى توفيت جانيت في 23 مارس 1974 بسبب السرطان وكانت ثمرة الزواج ابنة هيّ سوزان وابن إسمه باري.

## مرضه ووفاته
أُصيب في نهاية عام 1978 بِإنتفاخ الرئة، لِذا ذهبت الممثلة بيت ديفيس لمُقابلته بعد سنوات طويلة من القطيعة وأعربت عن حزنها لاعتلال صحته ومرضه. لم يطول جورج برنت في مرضه هذا فقد مات على آثره في 26 مايو، 1979 بِسولانا بيتش، مقاطعة سان دييغو، كاليفورنيا، الولايات المتحدة الأميركية عن عُمر يُناهز الثمانين عاماً.

## أفلامه
قائِمّة بِبعض أفلام جورج برنت:
| - The Sacred Flame (1929 ‏) - Under Suspicion (1930 ‏) - Once a Sinner (1931 ‏) - Fair Warning (1931) - Charlie Chan Carries On (1931) - Ex-Bad Boy (1931) - Homicide Squad (1931) - The Lightning Warrior (1931) - So Big! (1932 ‏) - The Rich Are Always with Us (1932) - Week-End Marriage (1932) - The Purchase Price (1932) - Miss Pinkerton (1932) - The Crash (1932) - They Call It Sin (1932) - شارع 42 (فيلم) (1933 ‏) - Luxury Liner (1933) - The Keyhole (1933) - Lilly Turner (1933) - Baby Face (1933) - Female (1933) - From Headquarters (1933) - Stamboul Quest (1934) - Housewife (1934) - Desirable (1934) - The Painted Veil (1934) - The Right to Live (1935) - العيش في مخمل (1935) - Stranded (1935) - Front Page Woman (1935) - Special Agent (1935) - The Goose and the Gander (1935) - In Person (1935) - Snowed Under (1936) - The Case Against Mrs. Ames (1936) - The Golden Arrow (1936) - Give Me Your Heart (1936) - More Than a Secretary (1936) - God's Country and the Woman (1937) - Mountain Justice (1937) - The Go Getter (1937) - Submarine D-1 (1937) - Gold Is Where You Find It (1938) - إيزابيل (1938) | - Racket Busters (1938) - Secrets of an Actress (1938) - Wings of the Navy (1939) - النصر الأسود (1939) - The Old Maid (1939) - The Rains Came (1939) - The Fighting 69th (1940 ‏) - Adventure in Diamonds (1940) - 'Til We Meet Again (1940) - The Man Who Talked Too Much (1940) - South of Suez (1940) - Honeymoon for Three (1941) - الكذبة الكبرى (1941) - They Dare Not Love (1941) - سيدة دولية (فيلم) (1941) - Twin Beds (1942) - In This Our Life (1942) - The Gay Sisters (1942) - You Can't Escape Forever (1942) - Silver Queen (1942) - Experiment Perilous (1944 ‏) - The Affairs of Susan (1945 ‏) - الدرج الحلزوني (1946 ‏) - Tomorrow Is Forever (1946) - My Reputation (1946) - Lover Come Back (1946) - Temptation (1946) - Out of the Blue (1947 ‏) - The Corpse Came C.O.D. (1947) - Slave Girl (1947) - Christmas Eve (1947) - Luxury Liner (1948 ‏) - Angel on the Amazon (1948) - Red Canyon (1949 ‏) - Illegal Entry (1949) - The Kid from Cleveland (1949) - Bride for Sale (1949) - FBI Girl (1951 ‏) - The Last Page (1952 ‏) - Montana Belle (1952) - Tangier Incident (1953 ‏) - Mexican Manhunt (1953) - Death of a Scoundrel (1956 ‏) - Born Again (1978 ‏) |

## مواضيع ذات علاقة
- بيت ديفيس.
- كلارك غيبل.
- غريتا غاربو.

## وصلات خارجية
- جورج برنت على موقع IMDb (الإنجليزية)
- جورج برنت على موقع الموسوعة البريطانية (الإنجليزية)
- جورج برنت على موقع روتن توميتوز (الإنجليزية)
- جورج برنت على موقع ألو سيني (الفرنسية)
- جورج برنت على موقع تيرنر كلاسيك موفيز (الإنجليزية)
- جورج برنت على موقع أول موفي (الإنجليزية)
- جورج برنت على موقع قاعدة بيانات برودواي على الإنترنت (الإنجليزية)
- جورج برنت على موقع قاعدة بيانات الأفلام السويدية (السويدية)
- جورج برنت على موقع إن إن دي بي (الإنجليزية)
- جورج برنت على موقع قاعدة بيانات الفيلم (الإنجليزية)

- جورج برنت في قاعدة بيانات الأفلام على الإنترنت.